# TRUSTAR
株式会社TRUSTAR（トラスター）は、東京都渋谷区に本社を置く日本の芸能・モデル事務所である。
タレントのマネジメントの他、イベント企画、商品企画や広告代理業も手掛けている。

## 概説
ヴィズミックが事業を終了するにあたって新設された会社であり、2019年10月1日よりヴィズミックの所属タレントが当事務所に移籍。
所属タレントの発掘・宣伝にも積極的であり、舟山久美子（くみっきー）・椎名ひかり・松本愛・武田玲奈・前田希美・黒羽麻璃央・長澤茉里奈など多くのモデル・タレント・女優・俳優を輩出する。
「SMILE WILL CHANGE THE FUTURE」を企業活動のポリシーとしている。

## 所属タレント
※2025年4月時点

### タレント
- 舟山久美子（くみっきー）
- 前田希美
- 清水あいり
- 長澤茉里奈
- 内山愛
- 星ゆりか
- 新田ゆう
- 海津雪乃
- でぃばば
- 岩立沙穂[3]
- 中西智代梨
- 永野芹佳
- 松本日向
- 山下エミリー[4]
- 立花紫音
- 溝渕麻莉亜

### 俳優
- 今井暖大
- 黒羽麻璃央
- 小南光司
- 加藤将
- 宮田龍平
- 藤林泰也
- きたつとむ
- 市原朋彦
- 飛葉大樹
- 本田慎
- 小林太陽
- 北村一貴
- 樋口拓海
- 赤羽流河
- 中田凌多
- 羽田将大

### 女優
- 武田玲奈
- 今野杏南
- 梅田彩佳
- 鉢嶺杏奈
- 染野有来
- 鳳翔大
- 田原可南子
- 川﨑帆々花
- 橋本乃依
- 水湊美緒
- 熊谷江里子
- 水木梨乃
- 酒井唯菜
- 守谷菜々江
- 久保田詠
- 成瀬亜未
- 香衣
- 大和奈央

### モデル
- 松本愛
- 徳本夏恵（なちょす）
- 関口さくら
- 今井アンジェリカ
- 三原羽衣
- 愛甲ひかり
- 武イリヤ
- 徳田祐里
- 新田ミオ
- ソフィア
- 鈴木聖
- 岡田ユリエ
- 原花奈妃
- 尊みを感じて桜井
- 有谷えるざ
- ちーまき

### アーティスト
- 椎名ひかり
- 加藤玲大
- DJ B=BALL
- クレイ勇輝（業務提携）

### YouTuber
- 大関れいか
- おたひか（浦西ひかる・おた）
- 篭島奈那&佳那

### その他
- 宮城大樹
- 亀田興毅（業務提携）
- 亀田大毅（業務提携）

### 大阪事務所
- 藤村椿
- 古賀文沙
- 豊田さやか
- 海江田麻貴
- 柴崎なお
- 西上真帆
- 塩崎令佳
- 堀井優衣
- 藍沢華鈴

### ジュニア
- 岸畑来瞳
- 数井琥恩
- 小澤輝之介
- 中村愛花
- 倉嶋ここの
- 多田梨音
- 梅村景
- 桃山こまち

## 過去の所属者
- 阿部快征
- 池上紗理依
- 一ノ瀬竜
- 大島涼花
- 小森ほたる
- 酒井萌衣
- 須永風汰
- 長屋和彰
- 夏目花実
- 遥りさ（ゼロイチファミリアに移籍）
- 平木愛美
- 堀井仁菜
- 松岡里英
- 三原大樹
- 宮﨑優
- 宮瀬なこ
- 山口美月
- 秋葉のぞみ（大阪事務所）
- 池田愛恵里（大阪事務所）
- 上原ありさ（大阪事務所）
- 児玉菜々子（大阪事務所）
- 佐藤夢（大阪事務所）